# Pobiédne (Djankoi)
|  | Per a altres significats, vegeu «Pobiédne». |

Pobiédne (en (ucraïnès): Побєдне, en rus: Победное, Pobédnoie) és un poble de la República Autònoma de Crimea a Ucraïna, que el 2014 tenia 3.108 habitants. Pertany al districte rural de Djankoi. Fins al 1945 la vila es deia Tarkhanlar.